# Лиственница Каяндера
Ли́ственница Кая́ндера (даурская) (лат. Lárix cajánderi) — вид лиственницы, близкий к лиственнице Гмелина. Ряд специалистов считает лиственницу Каяндера восточной расой лиственницы Гмелина.

## Распространение и среда обитания
Распространена к востоку от реки Лены, в бассейне её притока Алдана и ещё восточнее, местами выходит на побережье Охотского моря, отмечена на острове Беличьем (Шантарские острова), однако по Охотоморскому побережью южнее Удской губы практически не встречается. По Алдано-Зейскому водоразделу и по бассейну реки Зеи распространена до государственной границы России.
На северо-востоке распространена в бассейнах рек Яны, Индигирки, Колымы, Анадыря, Пенжины, а также на Камчатке.
Как и лиственница Гмелина, является самым северным деревом по месту своего произрастания.

## Ботаническое описание

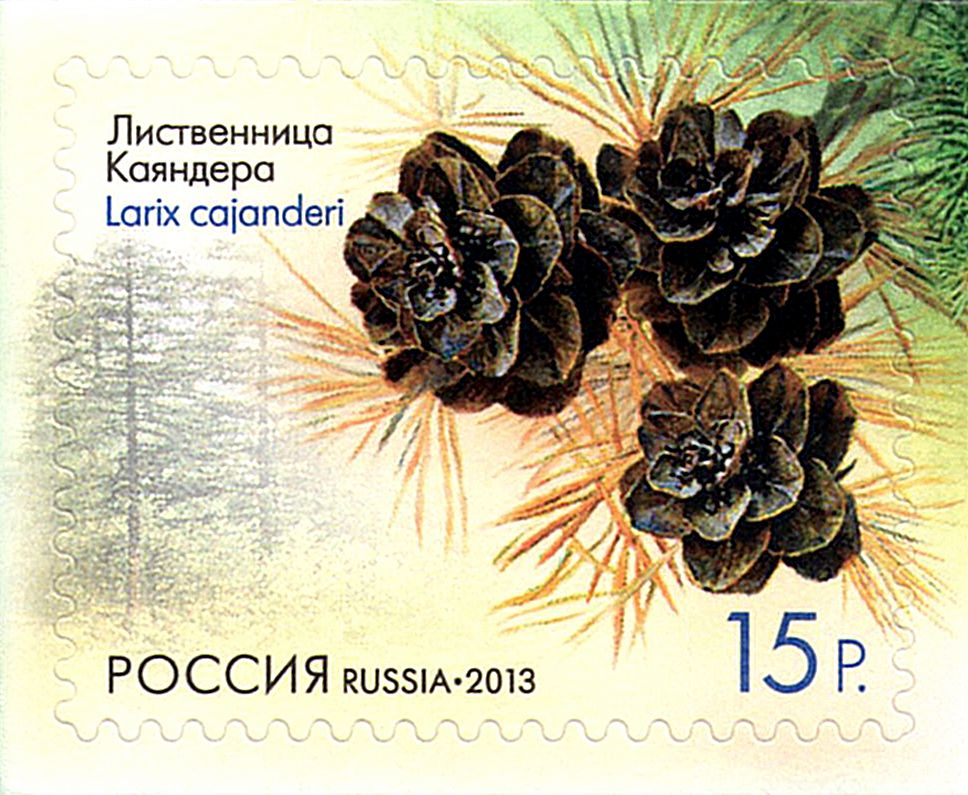
Лиственница Каяндера на российской марке 2013 года

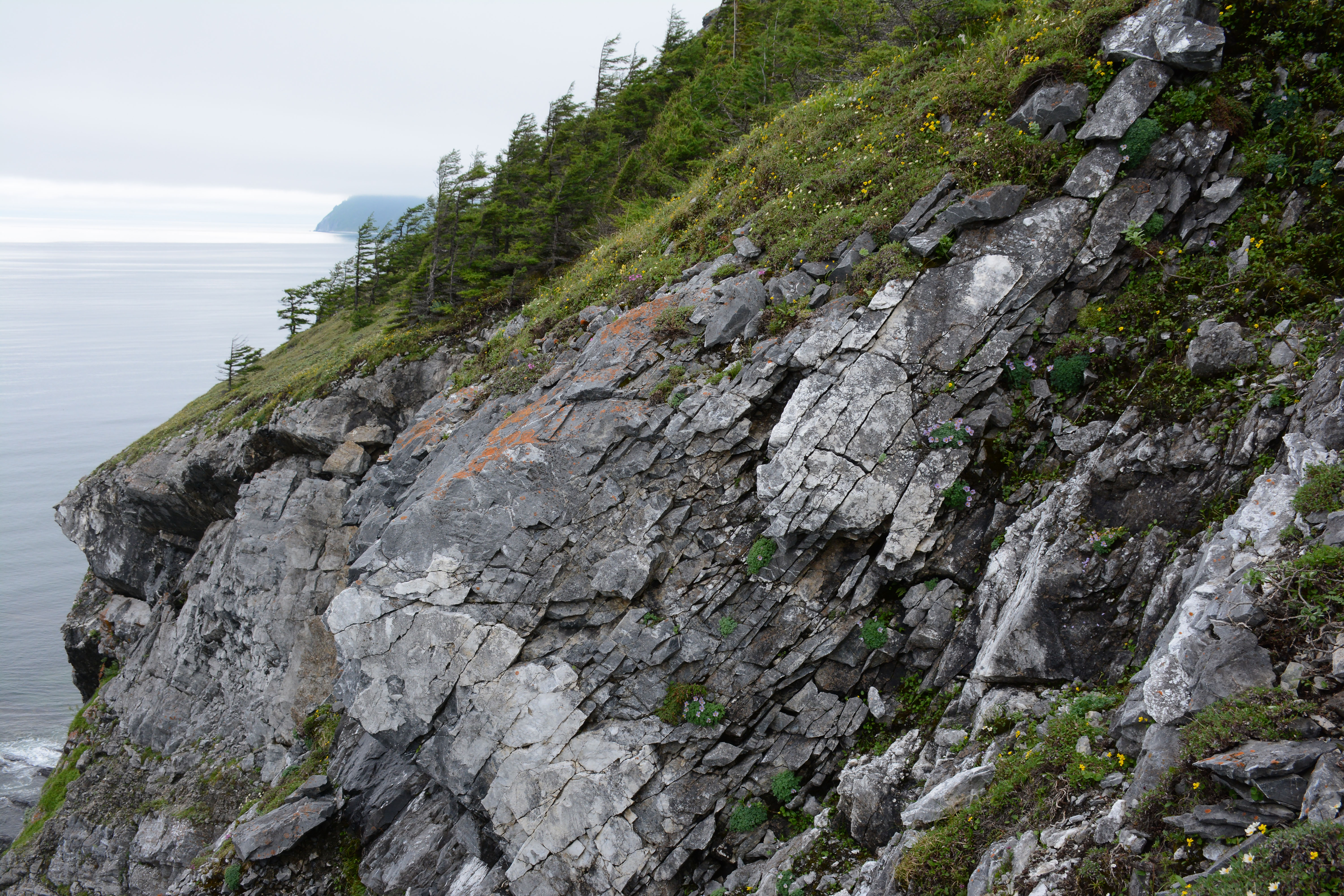
Лесной массив из лиственницы Каяндера, произрастающий на крутом склоне Джугджура

В благоприятных условиях лиственница Каяндера — 20—25-метровое дерево при диаметре ствола до 70 см. Годичные побеги желтовато-бурые, волоски рассеянные.
Шишки рыхловатые, округлые, притупленные, длиной от 17 до 25 мм. Их чешуи (общим количеством от 20 до 30) узкие (до 8 мм ширины), усечённые или несколько выемчатые, голые, блестящие, при созревании семян отклоняются от оси шишки на 70—90°.
В северо-восточной части своего ареала может доживать до 800 лет и более.